# Elio Vito
Elio Vito (Napoli, 12 novembre 1960) è un politico italiano, che è stato deputato alla Camera dal 23 aprile 1992 al 13 luglio 2022, dove ha ricoperto gli incarichi di capogruppo di Forza Italia dal 5 giugno 2001 al 28 aprile 2008 e presidente della 4ª Commissione Difesa dal 7 maggio 2013 al 21 luglio 2015.
È stato anche ministro per i rapporti col Parlamento dall'8 maggio 2008 al 16 novembre 2011 nel quarto governo Berlusconi.

## Biografia
Nato a Napoli il 12 novembre 1960, figlio di un negoziante di ferramenta di Fuorigrotta, è cresciuto in una famiglia di fede cattolica, ma favorevole al divorzio e all'aborto. Cugino di Alfredo, deputato della Democrazia Cristiana e di Forza Italia, si è laureato in sociologia con una tesi sulle diverse letture che i mass media possono dare dello stesso risultato elettorale usando verbi, parole o tabelle differenti.
A settembre 2021, in solidarietà col nuovo rettore Tomaso Montanari, si iscrive al corso di letteratura e arte italiane dell'Università per Stranieri di Siena.

## Attività politica

### Militanza nel Partito Radicale
Aderisce al Partito Radicale di Marco Pannella a metà degli anni settanta, come ha raccontato: «Era il 1975, se non ricordo male, avevo 16 anni e frequentavo da tempo i radicali, quando andai al loro congresso di Napoli al posto di mio fratello, che si era ammalato».
Da militante dei radicali s'impegna in diverse battaglie civili, come la campagna a favore della Legge 194, che tutela il diritto all’aborto in Italia, in occasione del referendum abrogativo del 1981. Nell'arco di pochi anni ascende nel partito, arrivando alla elezioni amministrative del 1987 ad essere eletto nel consiglio comunale di Napoli.
Alle elezioni politiche del 1992 viene candidato alla Camera dei deputati, per la radicale Lista Marco Pannella nella circoscrizione Napoli-Caserta, ed eletto per la prima volta deputato con 576 preferenze. Nella XI legislatura della Repubblica fa parte del gruppo parlamentare "Federalista Europeo" insieme, tra gli altri, a Pannella come capogruppo, Emma Bonino e Marco Taradash, con cui ha condiviso gli anni della militanza nei radicali.

### Passaggio a Forza Italia
Alle elezioni politiche del 1994, grazie all'accordo elettorale tra Pannella e l’imprenditore Silvio Berlusconi, viene ricandidato alla Camera nel collegio maggioritario di Bollate, per la Lista Pannella sostenuto dalla coalizione di centro-destra Polo delle Libertà in quota Forza Italia, dove viene rieletto a Montecitorio con il 51,03% dei voti contro i candidati dell'Alleanza dei Progressisti Paolo Cagna Ninchi (31,18%), del Patto per l'Italia Rossella Artioli (10,88%) e di Alleanza Nazionale Pierfrancesco Gamba.
Successivamente, nel 1995, Vito fonda insieme a Taradash la "Convenzione per la riforma liberale", un gruppo di esponenti del mondo radicale e liberale che in seguito confluisce in Forza Italia di Berlusconi, andando a formare l'area liberale del partito e diventandone un suo esponente; nella XII legislatura è stato vice-capogruppo di Forza Italia alla Camera.
Alle elezioni politiche del 1996 si è ricandidato alla Camera nel collegio uninominale di Catania-Misterbianco, sostenuto dalla coalizione di centro-destra Polo per le Libertà in quota forzista, dove viene riconfermato deputato con il 59,06% dei voti contro i candidati de L'Ulivo Pietro Motta (34,51%) e del Movimento Sociale Fiamma Tricolore Lino Mario Mazzola (6,42%). Nella XIII legislatura ricopre il ruolo di membro del consiglio direttivo di Forza Italia alla Camera e, dal 19 febbraio 1999 fino al termine della legislatura, di vice-capogruppo vicario di Forza Italia alla Camera, nel corso del quale, come raccontato da Taradash, tra il 1996 e il 1997 riuscì a far scrivere sul tabellone del voto alla Camera la scritta "No tax" in segno di protesta contro il primo governo Prodi.

### Capogruppo di Forza Italia

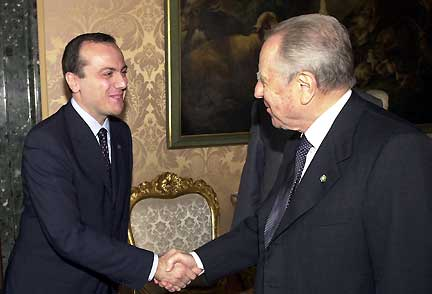
Elio Vito con il Presidente della Repubblica Carlo Azeglio Ciampi nel suo studio al Quirinale.

Alle elezioni politiche del 2001 è stato rieletto deputato, tra le liste di Forza Italia nella quota proporzionale della circoscrizione Umbria. Nel corso di tutta la XIV legislatura ha ricoperto il ruolo di capogruppo di Forza Italia alla Camera dei deputati.
Alle politiche del 2006 viene rieletto per la quinta volta nella circoscrizione Campania 1 tra le liste forziste. Nella XV legislatura, oltre a ricoprire nuovamente il ruolo di capogruppo di Forza Italia alla Camera, è stato membro della 3ª Commissione Affari esteri e comunitari.

### Ministro per i rapporti con il Parlamento
Dopo la vittoria di Berlusconi e del centro-destra per la terza volta alle politiche del 2008, dov'è stato per la sesta volta rieletto deputato alla Camera nella circoscrizione Toscana, l'8 maggio 2008 diventa Ministro per i rapporti con il Parlamento nel quarto governo Berlusconi giurando nelle mani del Presidente della Repubblica Giorgio Napolitano, incarico che mantenne fino alla fine dell'esecutivo il 16 novembre 2011.
A luglio 2011, in previsione di un rimpasto di governo, è dato dalla stampa tra i favoriti per succedere al dimissionario Angelino Alfano come ministro della Giustizia. Tuttavia il 28 luglio viene scelto l'ex magistrato e sottosegretario all'Interno Nitto Palma.

### Presidente della Commissione Difesa

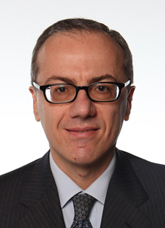
Elio Vito eletto per la 7ª volta alla Camera nel 2013

Alle politiche del 2013 viene rieletto deputato per la settima volta con Il Popolo della Libertà nella circoscrizione Piemonte 2. Il successivo 7 maggio 2013 viene eletto presidente della 4ª Commissione Difesa della Camera dei deputati, e il 16 novembre 2013, con la sospensione delle attività del PdL, aderisce alla rinascita di Forza Italia.
Il 21 luglio 2015 non viene riconfermato come presidente della Commissione Difesa della Camera, visto che Forza Italia è passata all'opposizione parlamentare, venendo sostituito dal deputato del Partito Democratico Francesco Saverio Garofani.

### Rielezione a deputato
Alle politiche del 2018 viene rieletto per l'ottava volta nella circoscrizione Puglia per Forza Italia. Nella XVIII legislatura diventa vice-capogruppo di Forza Italia alla Camera, oltre a far parte del Comitato parlamentare per la sicurezza della Repubblica (COPASIR), l'organo deputato alla sorveglianza sull'attività dei servizi segreti, dall'inizio della legislatura, da cui il 14 aprile 2021 si dimette per protesta contro le mancate dimissioni del presidente, l'esponente della Lega Raffaele Volpi, dopo la nascita del governo Draghi.
Il 4 novembre 2020, insieme ai quattro colleghi di partito Giusi Bartolozzi, Stefania Prestigiacomo, Matteo Perego e Renata Polverini, vota a favore del disegno di legge a prima firma del deputato del Partito Democratico Alessandro Zan "Misure di prevenzione e contrasto della discriminazione e della violenza per motivi fondati sul sesso, sul genere, sull'orientamento sessuale, sull'identità di genere e sulla disabilità" per contrastare l'omotransfobia, in dissenso con il suo gruppo, che vota contro. E per rimarcare questa sua posizione, l'8 maggio 2021, in una manifestazione a Milano organizzata dai Sentinelli, si presenta sul palco per ribadire il suo appoggio alla legge Zan.

### Disaccordo con Forza Italia
Il 27 ottobre 2021 si dimette dagli incarichi interni di Forza Italia (come quello di Responsabile del Dipartimento Difesa e sicurezza) con una lettera a Berlusconi, dopo che il suo partito ha votato al Senato a favore delle pregiudiziali sul ddl Zan che hanno bloccato l’iter della proposta di legge per il contrasto all’omo-transfobia, affermando: "La rivendicazione della nostra vocazione europeista, della nostra appartenenza al PPE, potrebbe essere contraddetta con il contrasto che stiamo manifestando al ddl Zan".
Il 30 dicembre 2021 non vota la fiducia al governo Draghi sulla legge di bilancio 2022.
Nell'elezione del Presidente della Repubblica Italiana del 2022, si smarca dall'indicazione di partito di votare per la Presidente del Senato Maria Elisabetta Casellati, astenendosi.
In polemica con la bocciatura del ddl Zan prima e dei quesiti referendari riguardo a cannabis ed eutanasia poi, il 17 febbraio 2022 deposita un disegno di legge costituzionale volto ad abolire i patti Lateranensi tra l'Italia e la Città del Vaticano.

### Dimissioni da deputato
Il 19 giugno 2022, a seguito di alcune dichiarazioni di Silvio Berlusconi riguardo all'invasione russa dell'Ucraina, della continuata polemica riguardo al ddl Zan e dell'alleanza del partito con liste di estrema destra alle elezioni amministrative di Lucca, abbandona Forza Italia e presenta le sue dimissioni da deputato, accolte subito dai colleghi, nonostante la consuetudine parlamentare di respingerle, il successivo 13 luglio con 225 favorevoli e 158 contrari in un voto a scrutinio segreto. Il giorno delle sue dimissioni, durante il dibattito in aula, il deputato forzista Andrea Orsini accusa Vito di ipocrisia, per la sua scelta dopo così tanti anni di militanza nel partito; viene anche accusato di non essersi opposto, nel 2009, alla scelta del governo Berlusconi d'impedire, attraverso un decreto-legge, lo stop all’alimentazione forzata di Eluana Englaro, a cui Vito replica che in quell’occasione espresse la sua posizione di condanna all’accanimento terapeutico, sia in risposta a un'interrogazione parlamentare del 19 novembre 2008 che in Consiglio dei ministri.

### Dopo l'abbandono di Forza Italia
Il 4 ottobre 2022 aderisce ai Radicali Italiani, annunciando su Twitter la propria iscrizione.

## Incarichi parlamentari

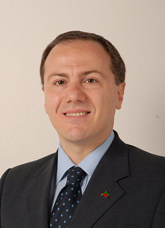
Elio Vito nel 2006

### XI Legislatura
- Segretario della 1ª Commissione Affari costituzionali, della Presidenza del Consiglio e Interni (dal 17 giugno 1992 al 14 aprile 1994)[6]
- Membro della Giunta delle Elezioni (dal 12 maggio 1992 al 14 aprile 1994)[6]
- Membro del Comitato parlamentare per i procedimenti di accusa (dal 17 giugno 1992 al 14 aprile 1994)[6]

### XII Legislatura
- Membro della 1ª Commissione Affari costituzionali, della Presidenza del Consiglio e Interni (dal 25 maggio 1994 all'8 maggio 1996)[11]
- Membro della Giunta provvisoria delle Elezioni (dal 15 aprile 1994 al 19 maggio 1994)[11]
- Vicepresidente della Giunta delle Elezioni (dal 25 maggio 1994 all'8 maggio 1996)[11]
- Membro del Comitato per le incompatibilità (dal 14 giugno 1994 all'8 maggio 1996)[11]
- Membro della Commissione speciale per il riordino del settore radiotelevisivo (dal 1º marzo 1995 all'8 maggio 1996)[11]

### XIII Legislatura
- Vice-capogruppo vicario di Forza Italia alla Camera dei deputati (dal 19 febbraio 1999 al 29 maggio 2001)[12]
- Membro della 1ª Commissione Affari costituzionali, della Presidenza del Consiglio e Interni (dall'11 novembre 1998 al 29 maggio 2001)[12]
- Membro della 7ª Commissione Cultura, scienza e istruzione (dal 4 giugno 1996 all'11 novembre 1998)[12]
- Presidente della Giunta provvisoria delle elezioni (dal 5 giugno 1996 al 4 giugno 1996)[12]
- Presidente della Giunta delle elezioni (dal 5 giugno 1996 al 29 maggio 2001)[12]
- Membro della Commissione Parlamentare per l'indirizzo generale e la vigilanza dei servizi radiotelevisivi (dal 16 luglio 1996 al 29 maggio 2001)[12]

### XIV Legislatura
- Capogruppo di Forza Italia (dal 5 giugno 2001 al 27 aprile 2006)[13]
- Membro della 1ª Commissione Affari costituzionali, della Presidenza del Consiglio e Interni (dal 20 giugno 2001 al 3 giugno 2002)[13]
- Membro della 3ª Commissione Affari esteri e comunitari (dal 3 giugno 2002 al 27 aprile 2006)[13]
- Membro della Giunta per il regolamento (dal 13 giugno 2001 al 3 aprile 2003)[13]

### XV Legislatura
- Capogruppo di Forza Italia (dal 3 maggio 2006 al 28 aprile 2008)[14]
- Membro della 3ª Commissione Affari esteri e comunitari (dal 5 giugno 2006 al 28 aprile 2008)[14]

### XVI Legislatura
- Ministro senza portafoglio per i rapporti con il Parlamento (Governo Berlusconi IV)
- Membro della 14ª Commissione Politiche dell'Unione Europea (sostituito da Lorena Milanato)

### XVII Legislatura
- Presidente della 4ª Commissione Difesa (dal 7 maggio 2013 al 21 luglio 2015)
- Membro e Capogruppo di Forza Italia nella 4ª Commissione Difesa (dal 21 luglio 2015 al 22 marzo 2018)

### XVIII legislatura
- Membro della 4ª Commissione Difesa (dal 21 giugno 2018 al 13 luglio 2022)[32]
- Membro del Comitato parlamentare per la sicurezza della Repubblica (dal 17 luglio 2018 al 13 luglio 2022)[32]
- Membro della Giunta per il Regolamento (dal 18 aprile 2018 al 30 luglio 2018)[32]
- Membro della Commissione parlamentare d'inchiesta sulla morte di Giulio Regeni (dal 1º agosto al 19 novembre 2019)[32]